# Тесалийско поле
Тесалийското поле (на гръцки: Θεσσαλικός κάμπος) е най-голямата и плодородна равнина в Гърция. Състои се от двете низини около Лариса на изток и Трикала на запад, отделени една от друга от верига ниски хълмове с височина до 500 m. От всички страни равнината е заобиколена от планини – Пинд на югозапад, запад и северозапад, Олимп на север, Оса на североизток, Пелион на изток и Отрис на юг и само на югоизток, в района на град Волос достига до бреговете на Егейско море. Дължина около 80 km, ширина до 60 km. Средната ѝ надморска височина е около 100 m. Изградена е предимно от алувиални наслаги. Дренира се от река Пеней и притоците ѝ Енипей (десен) и Титарисиос (ляв). Почвите в Тесалийското поле са предимно черноземни. Тук се отглеждат много видове земеделски култури – житни, царевица, памук, тютюн, както и грозде, нарове, портокали, лимони, бадеми, маслини, смокини, пъпеши.  В северозападния ъгъл на Тесалийското поле се намира природният феномен Метеора.
Тесалийското поле влиза в състава на кралство Гърция през 1881 г. по силата на решенията на Берлинския конгрес. По силата на протокол 13 към Берлинския договор, то е дадено на Гърция, за сметка на Османската империя, като е уточнено, че последната ще отстъпи за лоялността на първата по време на руско-турската освободителна война територия на юг от линията – устието на река Каламас в Епир (без Янина) – устието на Пеней. В резултат от близо двугодишни преговори и английски натиск върху Високата порта, Гърция се сдобива с цялото тесалийско поле, за сметка на Епир. Новата граница е скрепена по силата на договор от Константинопол.